# 原聖四郎
原 聖四郎（はら せいしろう、1904年11月24日 - 没年不詳）は日本の俳優。岐阜県生まれ、茨城県水戸市大町出身。その他芸名に、原清二、原良助、大原聖一郎。本名は酒井 幸雄。
新国劇、 阪妻プロ、河合キネマ、日活、新興キネマ、東宝、大映に所属していた。

## 出演

### 映画
- 最後の攘夷党（1945年）
- 狐の呉れた赤ん坊（1945年）
- 槍おどり五十三次（1946年）
- 愛妻物語（1951年）
- 花の白虎隊（1954年）
- 忠臣蔵（1958年）
- 千代田城炎上 (1959年)
- 疵千両（1960年）
- 濡れ髪牡丹 (1961年)
- 銭形平次捕物控　美人鮫（1961年）
- 風と雲と砦（1961年）
- 長脇差忠臣蔵 (1962年)
- 妖僧 (1963年)
- 博徒ざむらい (1964年)
- 新・鞍馬天狗 五条坂の決闘 (1965年)
- ひとり狼 (1968年)
- 若親分乗り込む (1966年)
- 陸軍中野学校 雲一号指令 (1966年)
- 陸軍中野学校 竜三号指令（1967年）
- 博徒一代 血祭り不動（1969年）
- 本陣殺人事件（1975年）
- やくざ戦争　日本の首領（1977年）

### テレビドラマ
- 追跡（1955年11月26日）
- 柔（1964年～1965年）
- 銭形平次
  - 第83話「なでしこ悲抄」（1967年） - 住職
  - 第98話「献上の琵琶琴」（1968年） - 祐見
  - 第127話「おかめの涙」（1968年） -　松木屋
  - 第185話「身投げ女」（1968年） - 太田屋
- 紅つばめお雪 第9話「悪さもさじ加減」（1970年、NET） - 庄屋多左エ門
- 千葉周作 剣道まっしぐら 第9話「勝負とは‥‥？」（1970年、TBS）- 阿部帯刀
- 水戸黄門（TBS / C.A.L）
  - 第3部 第2話「明神谷の決闘 -小田原-」（1971年12月6日） - 大久保加賀守
  - 第5部 第12話「討たれに来た男 -京都-」（1974年6月17日） - おゆきの祖父
  - 第7部
    - 第2話「姫君はにせ者 ‐福島‐」（1976年5月31日） - 寺の住職
    - 第27話「真実に命をかけて -松本-」（1976年11月22日） - 水野忠周

  - 第8部 第17話「鹿が知ってた悪い奴 -奈良-」（1977年11月7日） - 玄朴
  - 第9部 第10話「黄門さまの父子裁き -弘前-」（1978年10月2日） - 医者
  - 第12部 第25話「嘘を承知で親孝行 ‐富岡」（1982年2月15日） - 医者
- 大岡越前（TBS / C.A.L）
  - 第3部 第5話「無情の捕縄」（1972年7月10日）- 金持ちの旦那
- 必殺シリーズ（ABC / 松竹）
  - 必殺必中仕事屋稼業 第15話「大当たりで勝負」（1975年） - 神主
  - 新・必殺仕置人（1977年）-闇の俳諧師
  - 新・必殺からくり人 第6話「東海道五十三次殺し旅 日坂」（1977年） - 治ヱ門
- 遠山の金さん 杉良太郎版 第1シリーズ （NET/東映）
  - 第72話「罠にすがった女」（1977年）- 福島屋番頭 久兵衛